# Уолтон, Джесс
Джесс Уолтон (англ. Jess Walton; род. 18 февраля 1949, Гранд-Рапидс, Мичиган) — американская телевизионная актриса.
Уолтон родилась в Гранд-Рапидс, штат Мичиган и дебютировала в семнадцатилетнем возрасте на театральной сцене Торонто, прежде чем в 1969 году переехала в Голливуд. В 1970 году она подписала контракт со студией Universal и в последующее десятилетие появилась в более тридцати телесериалах, таких как «Доктор Маркус Уэлби», «Дымок из ствола», «Старски и Хатч» и «Баретта», а также в нескольких фильмах, прежде чем стать актрисой дневных мыльных опер.
В 1984—1987 годах Джесс Уолтон снималась в дневной мыльной опере «Капитолий» с Констанс Тауэрс. Начиная с 1987 года она играет роль Джилл Фостер Эббот, злейшего врага героини Джинн Купер, в мыльной опере «Молодые и дерзкие», благодаря которой она и наиболее известна. Уолтон за свою роль выиграла две дневные премии «Эмми»: в 1991 и 1997 годах.
С 1972 по 1973 год была замужем за актёром Брюсом Дэвисоном. В 1980 году вышла замуж за психолога Джона Джеймса. В 1981 году у них родился сын.

## Награды
- 1991 — Дневная премия «Эмми» за лучшую женскую роль второго плана — «Молодые и дерзкие»
- 1994 — Премия «Дайджеста мыльных опер» за лучшую женскую роль — «Молодые и дерзкие»
- 1997 — Дневная премия «Эмми» за лучшую женскую роль в драматическом сериале — «Молодые и дерзкие»